# Bakubörsen
Bakubörsen (azerbajdzjanska: Bakı Fond Birjası, BFB; engelska: Baku Stock Exchange, BSE) är den största aktiebörsen som är verksam i Azerbajdzjan. Den ligger i huvudstaden Baku och inledde sin verksamhet den 15 februari 2000.
Börsen är en självreglerande organisation som inrättades av börsmedlemmar och är organiserat i form av en sluten aktiebolag med 19 aktieägare. Den börs är en marknadsplats för handel med värdepapper. Förutom aktier i olika azerbajdzjanska företag handlas även andra typer av värdepapper, till exempel obligationer, statsskuldväxlar, förlagsbevis, premieobligationer, warranter, optioner och terminer.  